# Lichfield (circonscription britannique)
Pour l’article homonyme, voir Lichfield.
Circonscription parlementaire de la Chambre des communes
La circonscription de Lichfield est une circonscription située dans le Staffordshire, représentée dans la Chambre des communes du Parlement britannique depuis 1997 par Michael Fabricant du Parti conservateur.

## Géographie
La circonscription comprend :
- Les villes de Lichfield et Burntwood
- Les villages et paroisse civile de Hoar Cross, Alrewas, Longdon, Hill Ridware, Elmhurst, Blithbury, Colton, Admaston, Rangemore, Chasetown, Hammerwich, Farewell and Chorley, Whittington, Dunstall, Yoxall, Orgreave, Barton-under-Needwood, Streethay, Wychnor, Abbots Bromley, Kingstone et Gratwich

## Députés
Les Members of Parliament (MPs) de la circonscription sont :
La circonscription apparu en 1305 et eu entre autres pour député William Paget (1529-1547), John Giffard (1553-1554), Thomas Crewe (1604-1614), Daniel Finch (1679-1685), Walter Chetwynd (1715-1718 et 1718-1722), Granville Leveson-Gower (1er comte Granville) (1754-1755), Thomas Anson (1747-1770), Hugo Meynell (1762-1768), Granville Leveson-Gower, 1er compte de Granville (1795-1799), Thomas Anson (1789-1806), George Anson (1806-1841), Granville Leveson-Gower (2e comte Granville) (1841-1846), Alfred Paget (1837-1865), Dudley Ryder (1856-1859) et Augustus Anson (1859-1868)
1886-1950
| Législature                               | Années    | Député                 | Député                       | Parti                 |
| ----------------------------------------- | --------- | ---------------------- | ---------------------------- | --------------------- |
| Lichfield                                 |           |                        |                              |                       |
| 20e                                       | 1868–1874 |                        | Richard Dyott                | Conservateur          |
| 21e                                       | 1874–1880 |                        | Richard Dyott                | Conservateur          |
| 22e                                       | 1880–1880 |                        | Richard Dyott                | Conservateur          |
| 22e                                       | 1880-1885 | Theophilus John Levett |                              | Conservateur          |
| 23e                                       | 1885–1886 |                        | John Swinburne               | Libéral               |
| 24e                                       | 1886–1892 |                        | John Swinburne               | Libéral               |
| 25e                                       | 1892–1895 |                        | Leonard Darwin               | Libéral-unioniste     |
| 26e                                       | 1895–1896 |                        | John Swinburne               | Libéral               |
| 26e                                       | 1896-1900 | Courtenay Warner       |                              | Libéral               |
| 27e                                       | 1900–1906 | Courtenay Warner       |                              | Libéral               |
| 28e                                       | 1906–1910 | Courtenay Warner       |                              | Libéral               |
| 29e                                       | 1910–1910 | Courtenay Warner       |                              | Libéral               |
| 30e                                       | 1910–1918 | Courtenay Warner       |                              | Libéral               |
| 31e                                       | 1918–1922 | Courtenay Warner       |                              | Libéraux de coalition |
| 32e                                       | 1922–1923 | Courtenay Warner       |                              | National Liberal      |
| 33e                                       | 1923–1924 |                        | Frank Hodges                 | Travailliste          |
| 34e                                       | 1924–1929 |                        | Roderick Roy Wilson          | Conservateur          |
| 35e                                       | 1929–1931 |                        | James Alexander Lovat-Fraser | Travailliste          |
| 36e                                       | 1931–1935 |                        | James Alexander Lovat-Fraser | National travailliste |
| 37e                                       | 1935–1938 |                        | James Alexander Lovat-Fraser | National travailliste |
| 37e                                       | 1938-1945 |                        | Cecil Rhodes Poole           | Travailliste          |
| 38e                                       | 1945–1950 |                        | Cecil Rhodes Poole           | Travailliste          |
| Lichfield issue de Lichfield and Tamworth |           |                        |                              |                       |

Depuis 1997
| Législature                                                                                     | Années       | Député | Député            | Parti        |
| ----------------------------------------------------------------------------------------------- | ------------ | ------ | ----------------- | ------------ |
| Lichfield issue de Mid Staffordshire, Cannock and Burntwood, South East Staffordshire et Burton |              |        |                   |              |
| 52e                                                                                             | 1997–2001    |        | Michael Frabicant | Conservateur |
| 53e                                                                                             | 2001–2005    |        | Michael Frabicant | Conservateur |
| 54e                                                                                             | 2005–2010    |        | Michael Frabicant | Conservateur |
| 55e                                                                                             | 2010–2015    |        | Michael Frabicant | Conservateur |
| 56e                                                                                             | 2015–2017    |        | Michael Frabicant | Conservateur |
| 57e                                                                                             | 2017–2019    |        | Michael Frabicant | Conservateur |
| 58e                                                                                             | 2019–Présent |        | Michael Frabicant | Conservateur |

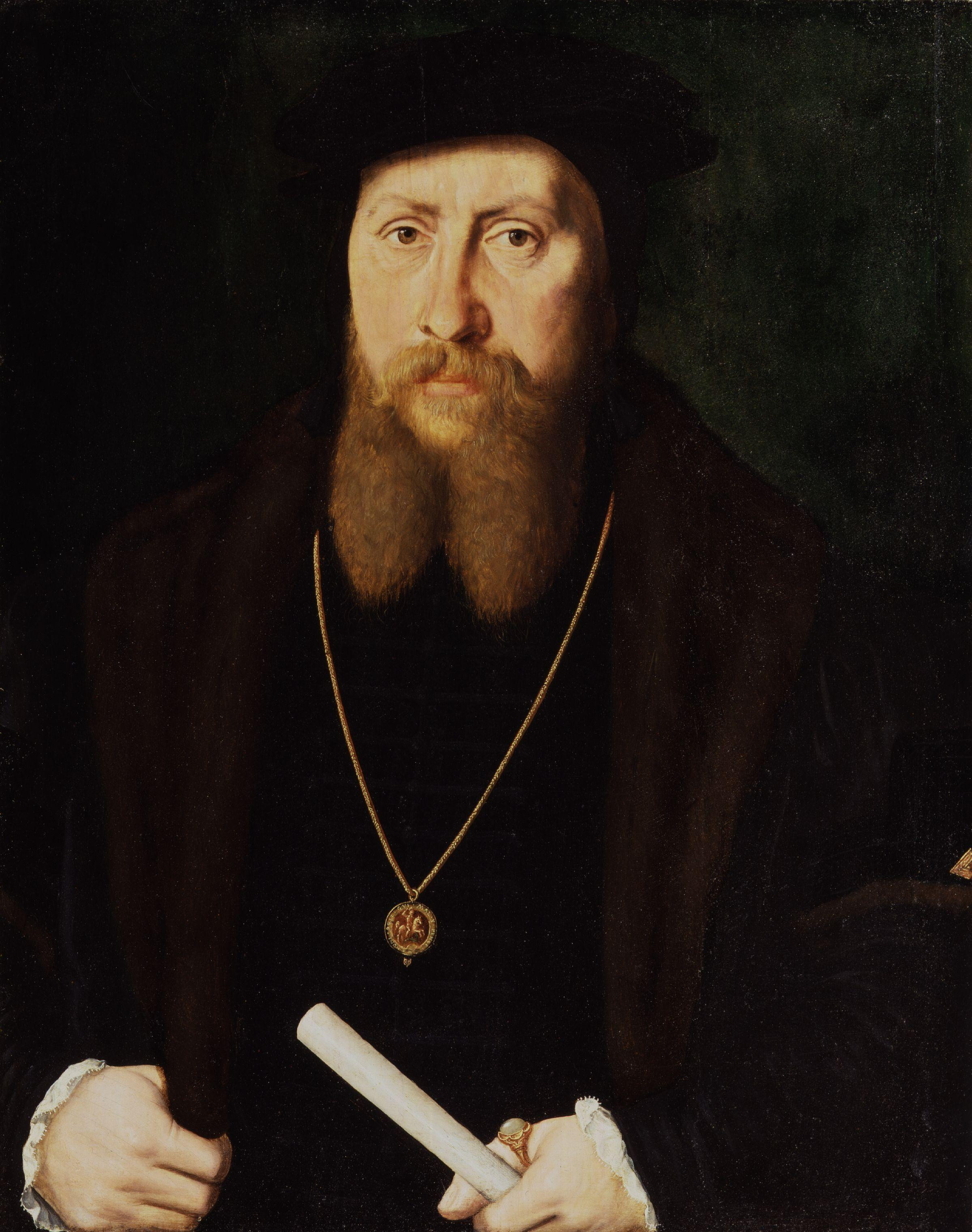
William Paget (1529-1547)
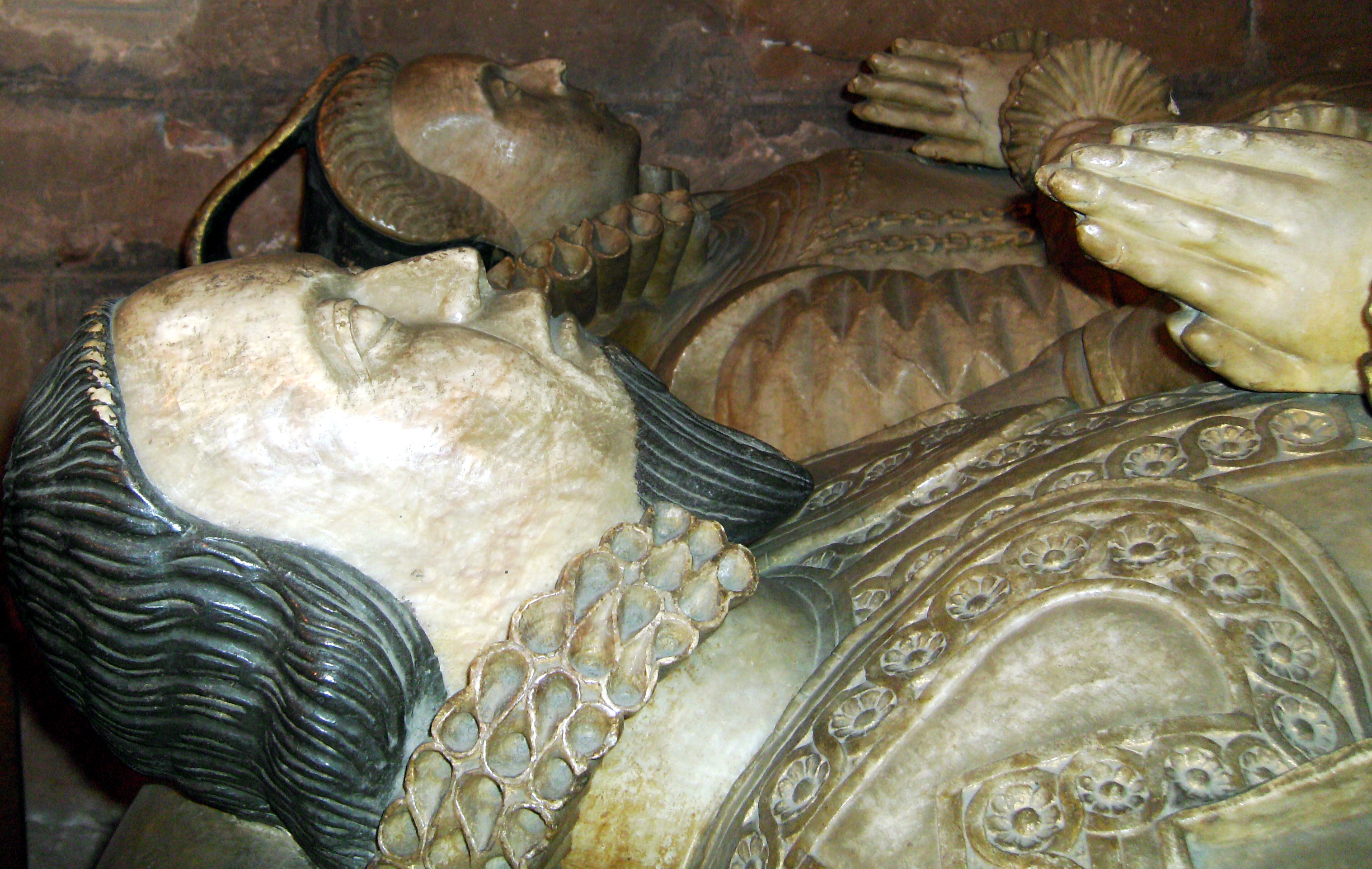
John Giffard (1553-1554)
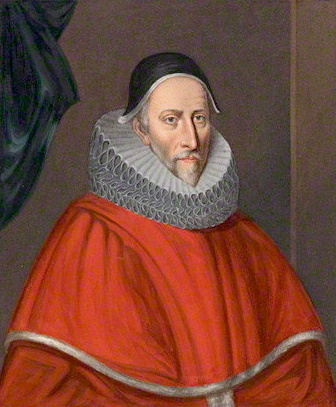
Thomas Crewe (1604-1614)
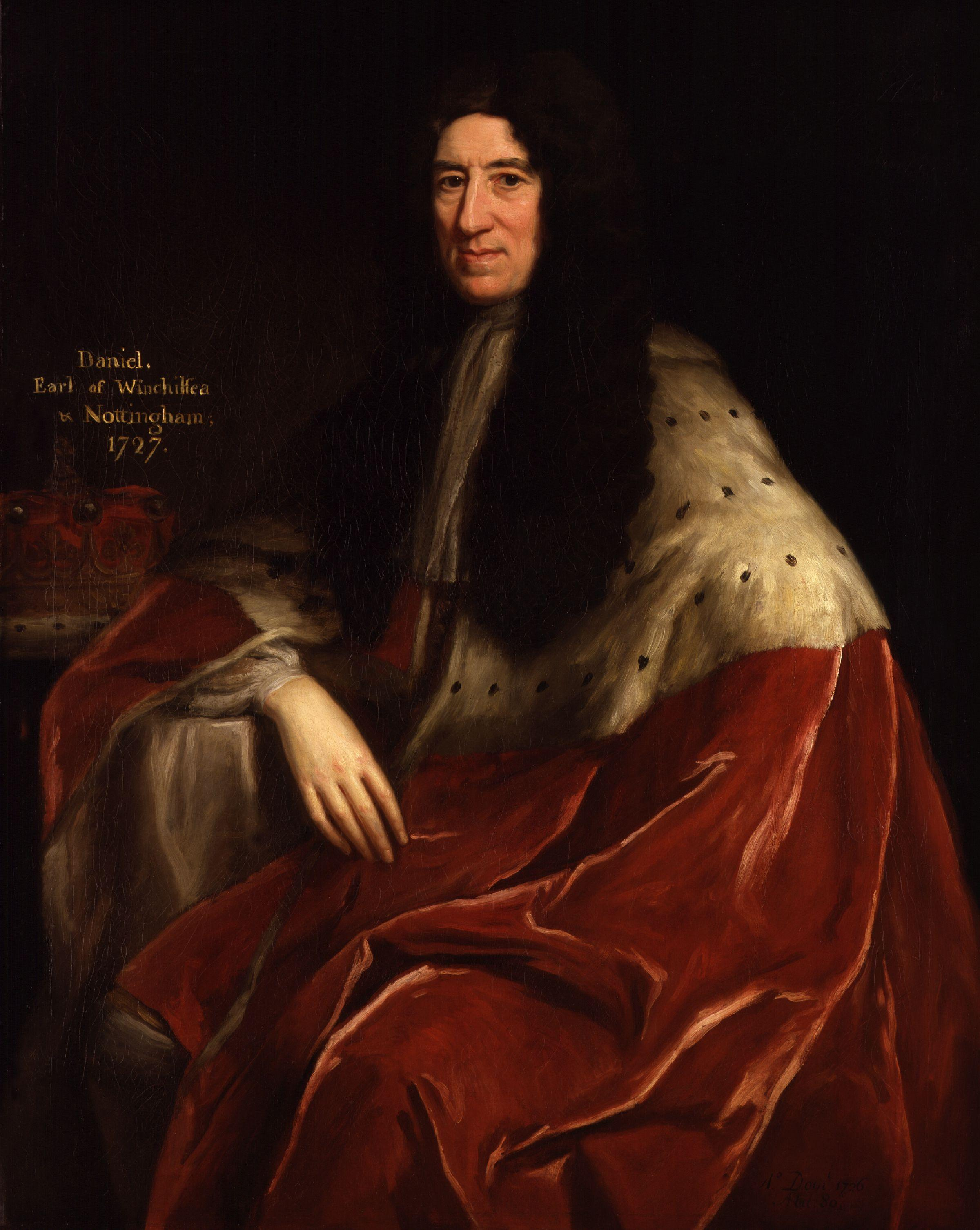
Daniel Finch (1679-1685), par Jonathan Richardson
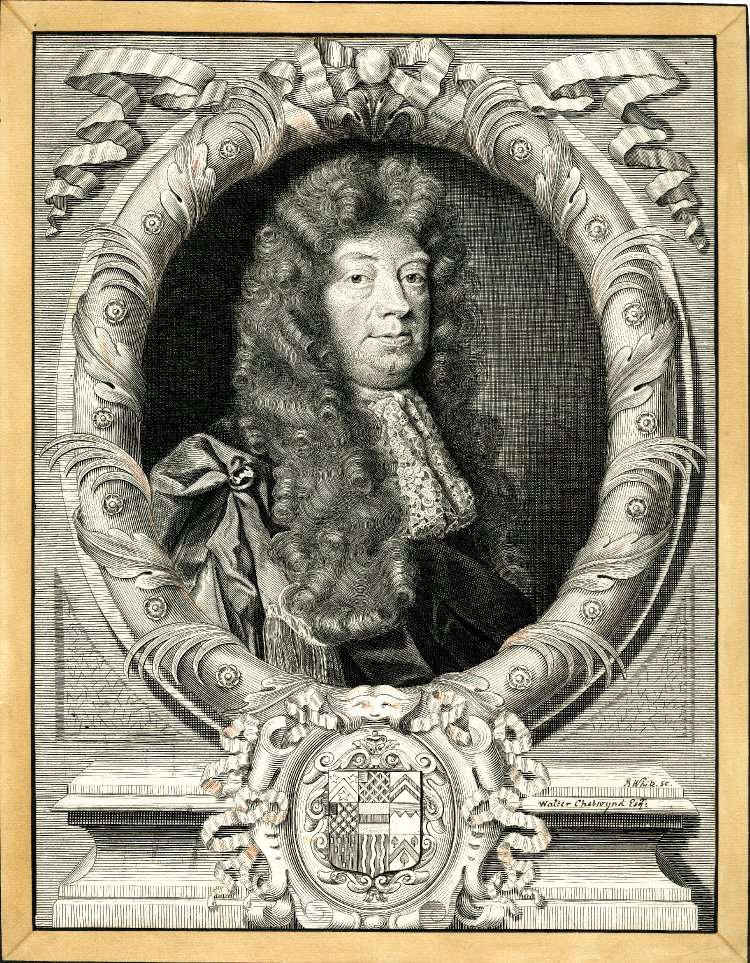
Walter Chetwynd (1715-1718 et 1718-1722), par Robert White
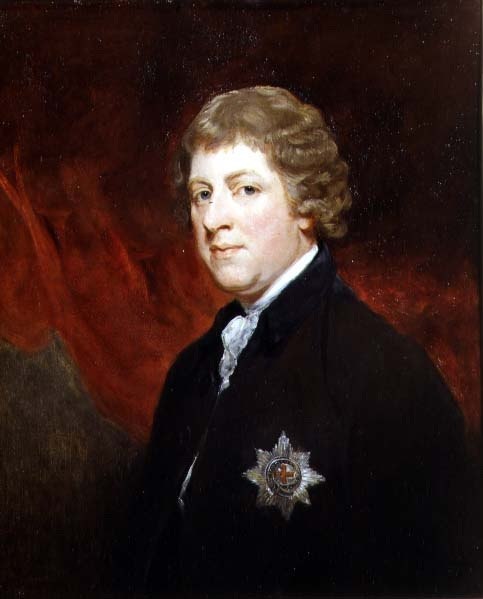
Granville Leveson-Gower (1754-1755), par George Romney
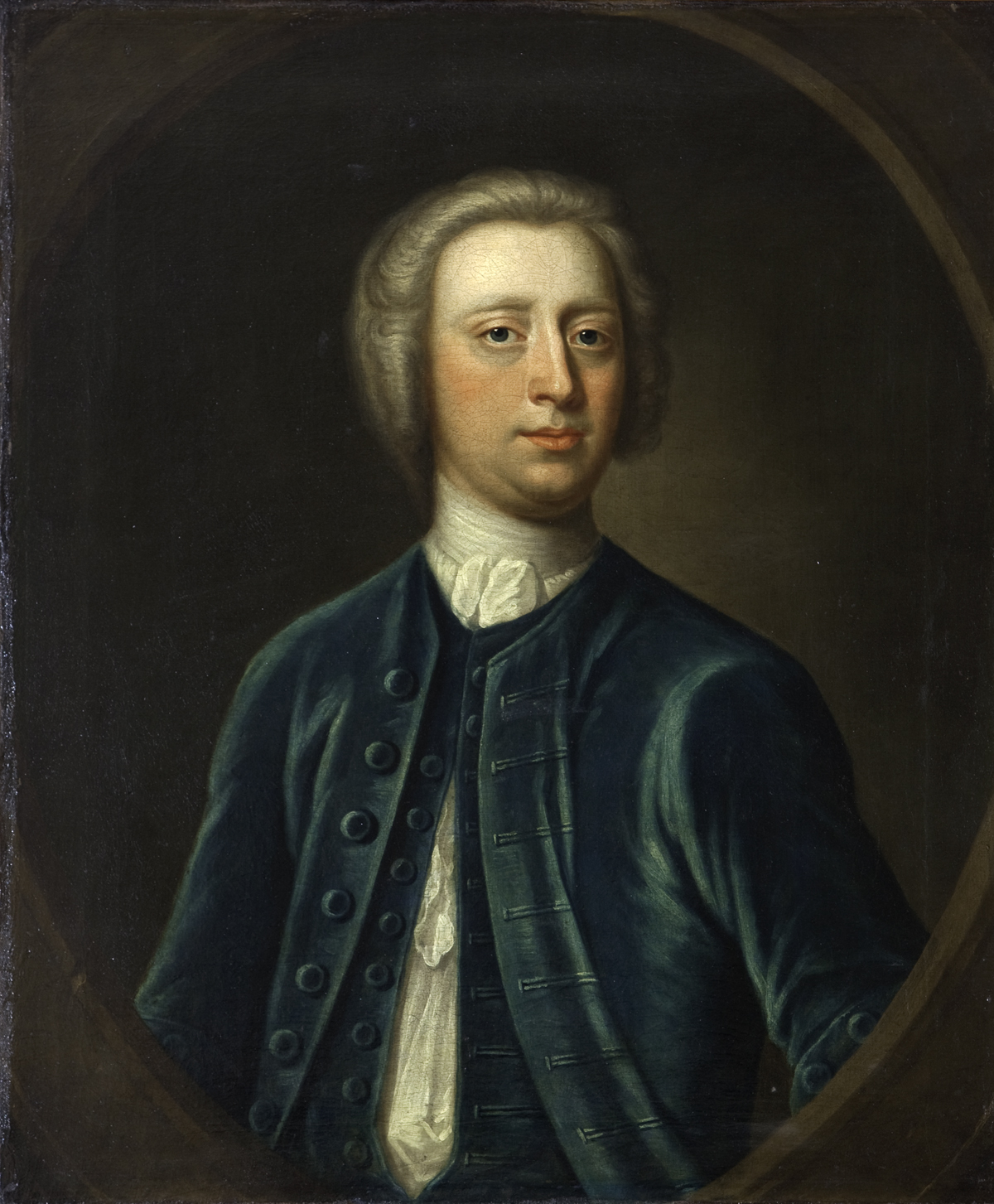
Thomas Anson (1747-1770)
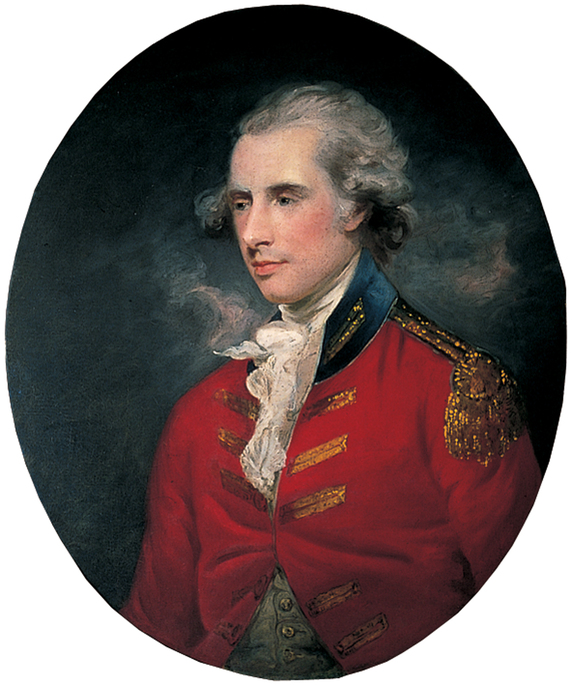
Hugo Meynell (1762-1768), par John Hoppner
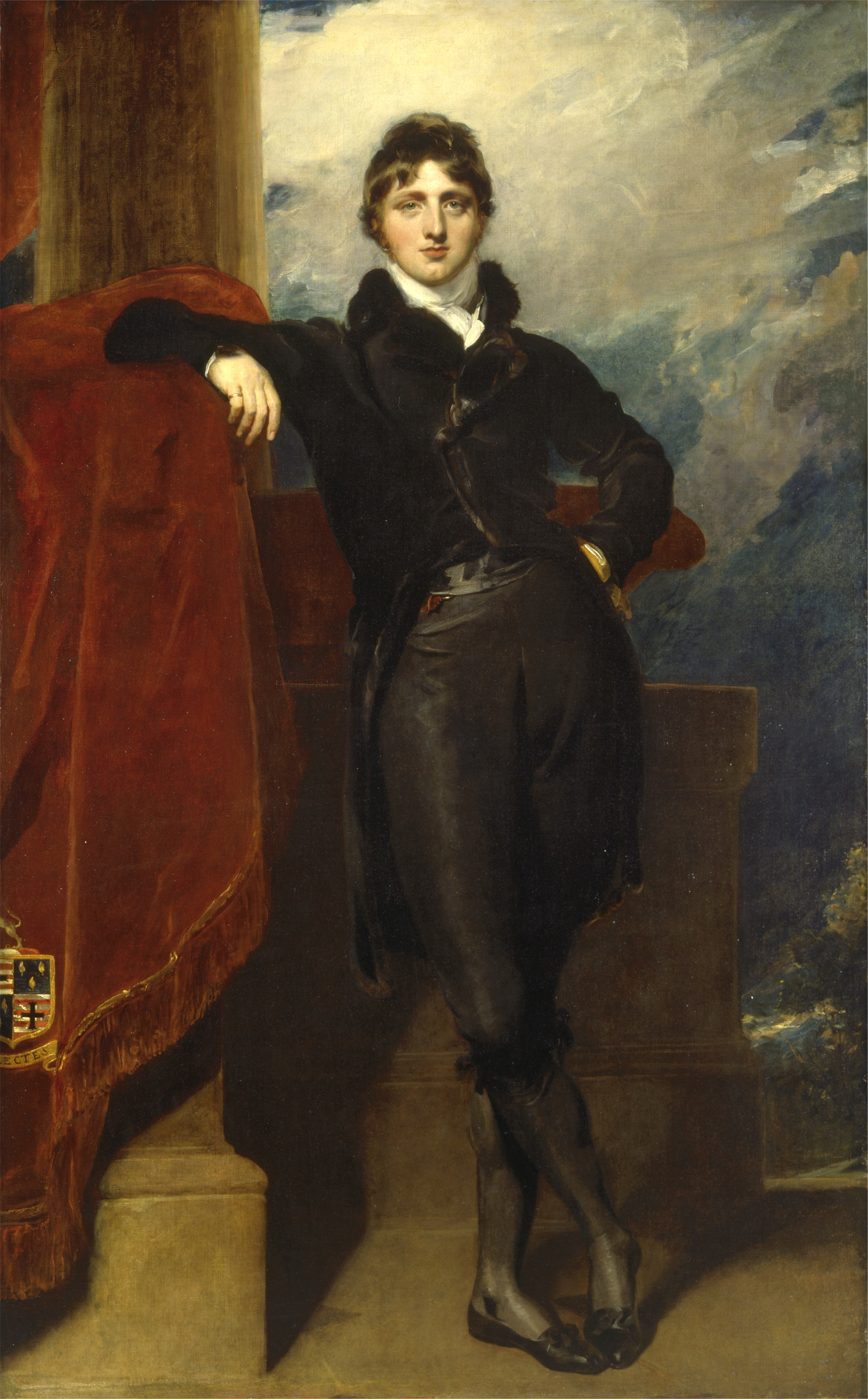
Granville Leveson-Gower, 1er compte de Granville (1795-1799), par Thomas Lawrence
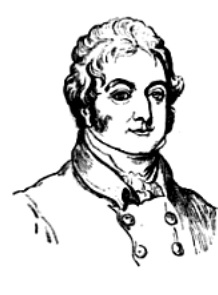
Thomas Anson (1767-1818) (1789-1806)
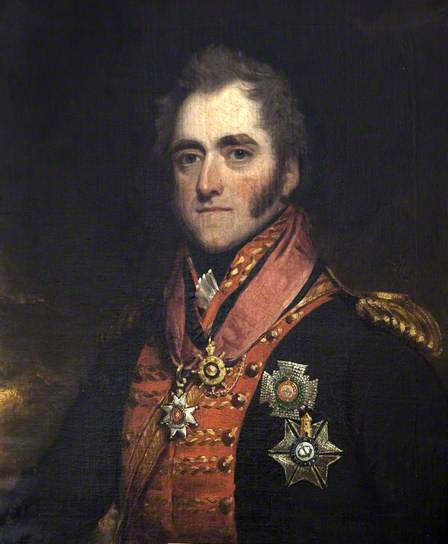
George Anson (1806-1841)
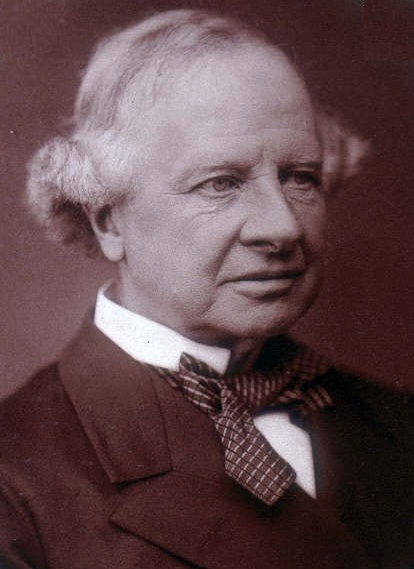
Granville Leveson-Gower (2e comte Granville) (1841-1846)
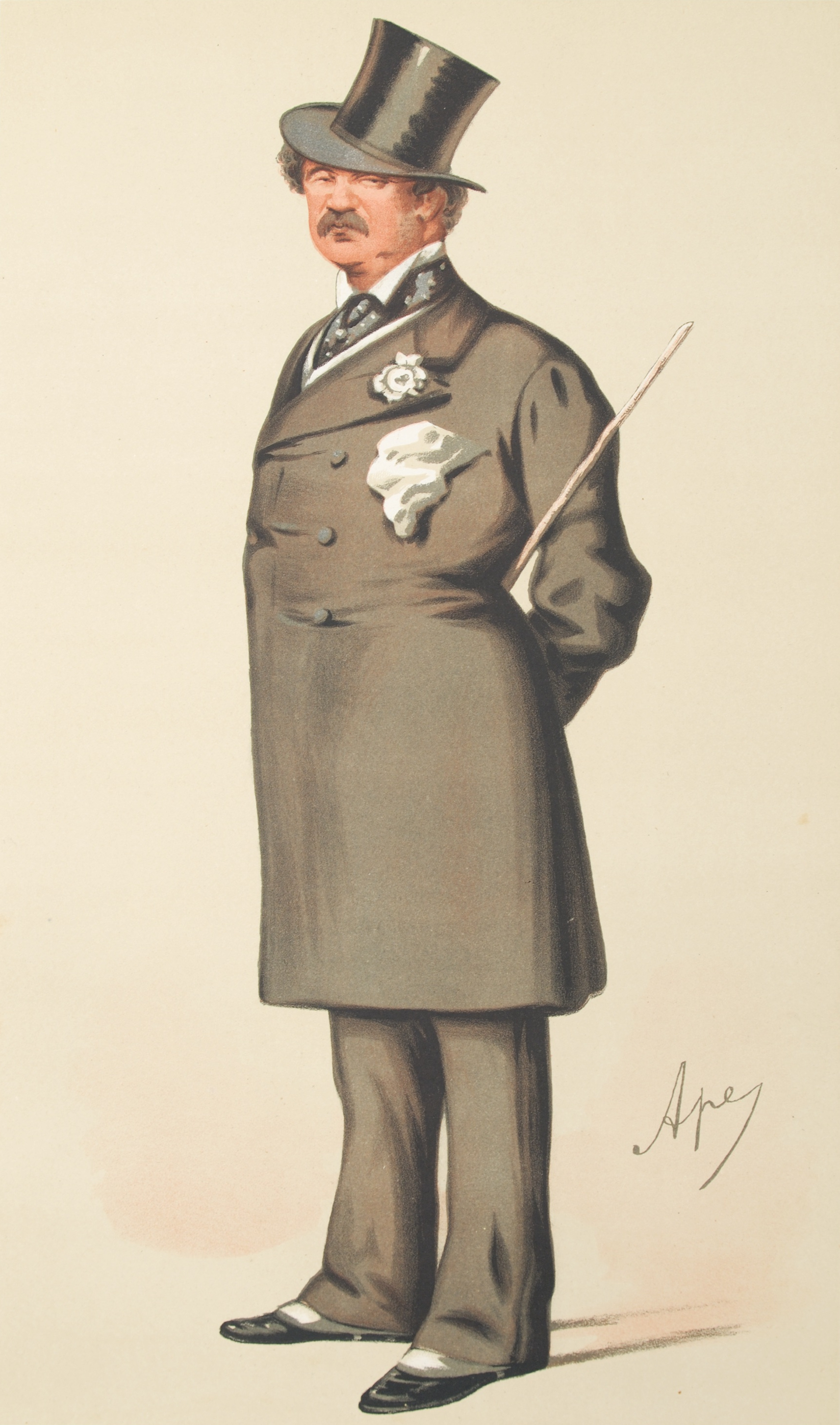
Alfred Paget (1837-1865), par Ape (Vanity Fair)
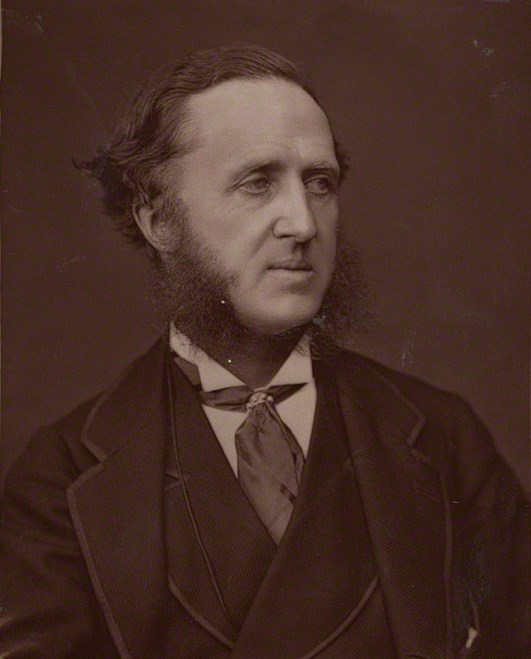
Dudley Ryder (1856-1859)
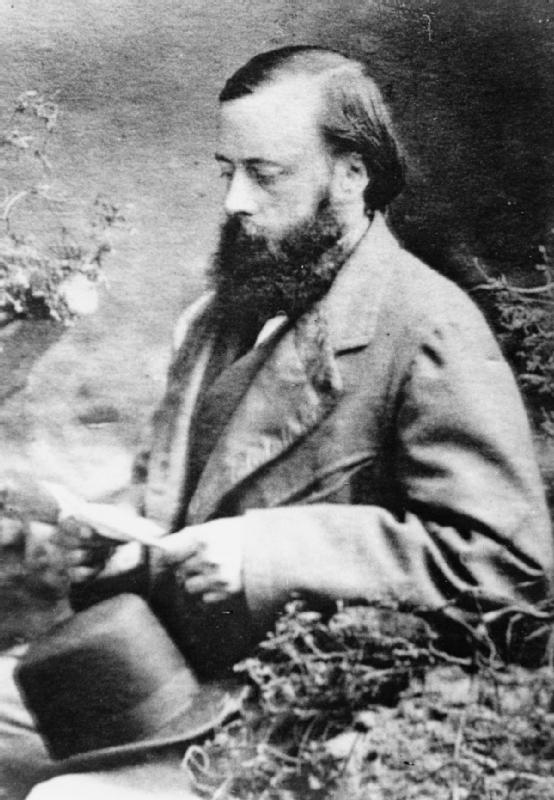
Augustus Anson (1859-1868)
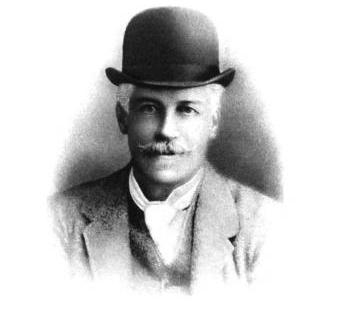
Theophilus John Levett (1880-1885)
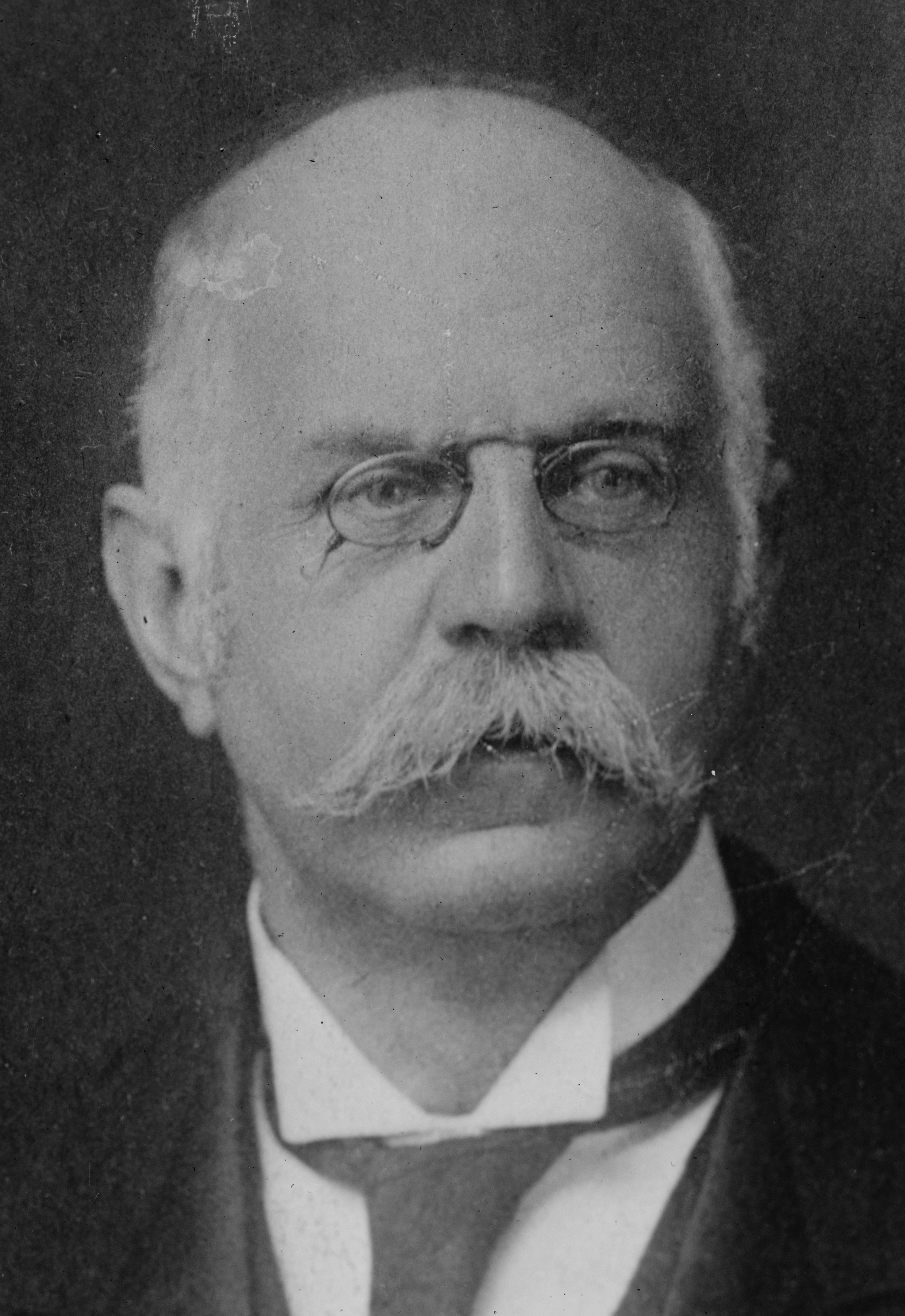
Leonard Darwin (1892-1895)
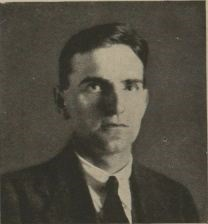
Frank Hodges (1923-1924)
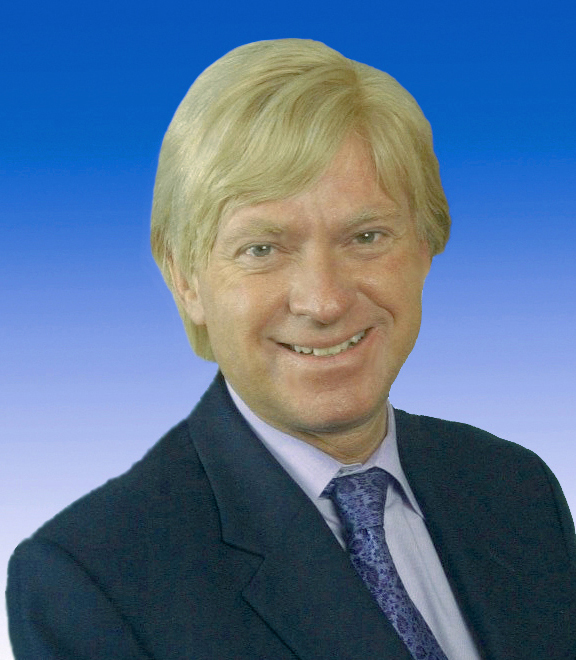
Michael Frabicant (1997-Présent)